# Hernie épigastrique

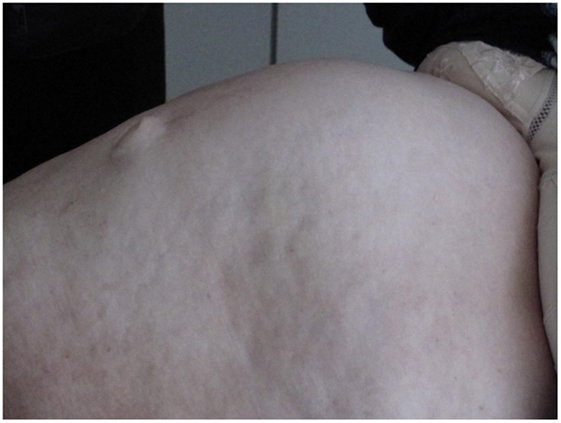
Hernie épigastrique.

Une hernie épigastrique est une hernie abdominale développée au niveau de l'épigastre. C'est le siège le plus habituel des hernies de la ligne blanche, zone de faiblesse qui s'étend du processus xiphoïde jusqu'au pubis. Les hernies de la ligne blanche sous-ombilicale sont exceptionnelles.

## Clinique
La hernie de la ligne blanche est peu fréquente (moins de 2 % des hernies abdominales, contre 90 % pour la hernie inguinale, 5 % hernie crurale, 3 % hernie ombilicale). Dans un cas sur cinq, la hernie est multiple (plusieurs sur la ligne blanche).
La hernie épigastrique est favorisée par des hyperpressions importantes au niveau de l'abdomen (obésité, grossesse, haltérophiles et sportifs de haut niveau...) ou par des faiblesses de la paroi abdominale (d'origine congénitale, traumatique, ou chirurgicale). 
Cliniquement, il existe deux types de hernie épigastrique de la ligne blanche. Les plus fréquentes se présentent comme une tuméfaction médiane de petite taille contenant de la graisse péritonéale, difficile à palper sur le patient obèse. Le sujet peut se plaindre de douleurs à type de tiraillements, majorées à l'effort.
Plus rarement, la tuméfaction herniaire est plus importante, avec un collet (portion rétrécie où passe le sac herniaire à travers l'orifice herniaire) de  3 à 5 cm. Elle contient le plus souvent de l'épiploon. Les douleurs sont alors plus nettes, et la tuméfaction est impulsive (au toucher) et expansive (à la vue) à la toux.
La hernie épigastrique doit être distinguée d'un hématome, d'un abcès ou d'une tumeur des parties molles (lipome); ainsi que d'un diastasis des grands droits, écartement physiologique qui ne nécessite pas en principe de chirurgie.

## Complications et traitement
La principale complication, plutôt rare, est l'étranglement herniaire qui impose une chirurgie d'urgence. Les autres complications sont le retentissement respiratoire, l'irritation cutanée, le préjudice esthétique.
Le terme d'éventration est utilisé dans le cas de protrusion importante, à la suite d'un traumatisme abdominal ou d'une chirurgie abdominale (défaut de cicatrisation). 
Hors situation d'urgence (étranglement ou risque d'étranglement), la réparation chirurgicale d'une hernie épigastrique de la ligne blanche est proposée en cas de douleur, ou de gêne esthétique importante. Elle est discutée au cas par cas, tenant compte de l'âge du patient et des comorbidités associées aggravant le risque chirurgical.
Elle consistera en une suture des aponévroses, ou en la mise en place d'une plastie (prothèse),.